# Таоденни
Тауде́нни (фр. Taoudenni) — отдалённая деревня на крайнем севере Мали, в области Таоденни.

## География
Расположена в 750 километров к северу от города Томбукту, на высоте 293 м над уровнем моря.

## История
В округе деревни имеется множество шахт по добыче соли. Соляные копи были открыты ещё в 1585 году. Вплоть до середины XX века соль перевозилась из деревни двумя крупными караванами верблюдов, один из которых ежегодно покидал Тимбукту в начале ноября, а другой — в конце марта. Дорога от Таоденни до Тимбукту занимала около трёх недель. Лишь сравнительно недавно для перевозки соли стали использоваться грузовики.
Малийский форт и тюрьма были построены в Таоденни в 1969 году, во время правления Мусы Траоре. Политические заключённые ссылались в местную тюрьму вплоть до 1988 года, когда она была закрыта. Многими заключёнными были правительственные чиновники, которые обвинялись в заговоре против режима. Узники тюрьмы работали на добыче соли и часто умирали от невыносимых условий. К востоку от остатков здания тюрьмы находится кладбище со 140 могилами, однако лишь 12 из них имеют таблички с именами. Среди умерших и похороненных здесь заключённых значится Йоро Диаките — малийский политический и военный деятель, один из главных руководителей переворота 19 ноября 1968 года.

## Население
По данным на 2013 год численность населения города составляла 3436 человек.
Динамика численности населения города по годам:
| 1988 | 2013 |
| ---- | ---- |
| 3000 | 3436 |